# Wolfsheim (Album)
Wolfsheim ist das erste Demotape der gleichnamigen deutschen Synthiepop-Band.

## Entstehung und Artwork
Geschrieben und produziert wurden alle Titel von den beiden, zu diesem Zeitpunkt, Wolfsheim-Mitgliedern Markus Reinhardt und Pompejo „Bambi“ Ricciardi. Die Abmischung und Aufnahme erfolgte unter der Leitung des Hamburger Musikers und Schauspielers Torsten Hammann, der zu diesem Zeitpunkt Mitglied der Rockband Cancer Barrack war. Dieser zeichnete darüber hinaus für das Einspielen der Gitarre aus. Weitere Instrumente wurden durch Markus Reinhardt eingespielt, der unter anderem am Drumcomputer sowie mehreren Synthesizern (Korg MS20 und Roland Juno 6) zu hören ist. Die Demoaufnahme erfolgte, auf einem 4-Spur-Rekorder, in Neuhaus (Oste) im März 1987.
Auf dem Frontcover der Demo ist – neben der Interpretenangabe am oberen Rand – eine schwarz-weiße Zeichnung einer nackten Frau zu sehen. Die Zeichnung stammt vom späteren Wolfsheim-Mitglied Peter Heppner. Im Inneren befinden sich die Produktionsangaben sowie ein Bild von Markus Reinhardt und Pompejo Ricciardi.

## Veröffentlichung
Die Erstveröffentlichung der Wolfsheim Demo erfolgte als limitierte Musikkassette im Jahr 1987 in Deutschland. Markus Reinhardt schätzte die Eigenproduktion auf etwa 20 bis 25 Exemplare. Die Demo setzt sich auch sieben – erstmals veröffentlichten – Titeln zusammen. Eine Singleauskopplung erfolgte nicht.

## Hintergrund
Bei der Wolfsheim Demo handelt es sich um die erste Veröffentlichung des Duos, das sich im Jahr der Veröffentlichung erst gegründet hatte. Das Duo wurde nach der Demoaufnahme durch Markus Bruder Oliver Reinhardt kurzzeitig zum Trio aufgestockt. Als Gründungsmitglied Ricciardi nach drei Monaten aus der Band ausstieg, schlug er den hiesigen Coverzeichner Peter Heppner als seinen Nachfolger vor. Dieser sei ein „ziemlicher“ Fan der ersten Kompositionen gewesen, deshalb kannte er das Projekt bereits gut. Darüber hinaus wuchsen alle zusammen in Hamburg-Wilhelmsburg auf und gehörten einem Freundeskreis an. Heppner und Reinhardt gingen zudem auf das gleiche Gymnasium, wo sie sich im gemeinsamen Kunstkurs besser kennenlernten. Nach einer weiteren kurzen Phase stieg Oliver Reinhardt wieder aus und das später bekannte Duo aus Heppner und Reinhardt entstand. Dieses hatte am 28. Oktober 1987 seinen ersten Liveauftritt in der Werkstatt 3 in Hamburg.

## Inhalt
Alle Liedtexte des Albums sind in englischer Sprache verfasst. Sowohl die Texte, als auch die Kompositionen stammen von den Wolfsheim-Mitgliedern Markus Reinhardt und Pompejo Ricciardi. Musikalisch bewegen sich die Lieder im Bereich der elektronischen Musik, stilistisch im Bereich des Synthiepops. Wolfsheim selbst beschrieb den Stil als „Abstrakt-Pop“.
Der Hauptgesang aller Titel stammt von Ricciardi, Reinhardt wirkt lediglich an der Instrumentation mit.
| # | Titel                                     | Autor(en)                           | Produzent(en)                       | Länge |
| - | ----------------------------------------- | ----------------------------------- | ----------------------------------- | ----- |
| 1 | Alexander S. Neill                        | Markus Reinhardt, Pompejo Ricciardi | Markus Reinhardt, Pompejo Ricciardi | ?:??  |
| 2 | Mission                                   | Markus Reinhardt, Pompejo Ricciardi | Markus Reinhardt, Pompejo Ricciardi | ?:??  |
| 3 | Mephisto                                  | Markus Reinhardt, Pompejo Ricciardi | Markus Reinhardt, Pompejo Ricciardi | ?:??  |
| 4 | Poor Boy                                  | Markus Reinhardt, Pompejo Ricciardi | Markus Reinhardt, Pompejo Ricciardi | ?:??  |
| 5 | Destiny                                   | Markus Reinhardt, Pompejo Ricciardi | Markus Reinhardt, Pompejo Ricciardi | ?:??  |
| 6 | My Doll                                   | Markus Reinhardt, Pompejo Ricciardi | Markus Reinhardt, Pompejo Ricciardi | ?:??  |
| 7 | Charly Brown (Boulevard of Broken Dreams) | Markus Reinhardt, Pompejo Ricciardi | Markus Reinhardt, Pompejo Ricciardi | ?:??  |

## Mitwirkende
Albumproduktion
- Torsten Hammann: Abmischung, Gitarre, Tonmeister
- Markus Reinhardt: Drumcomputer, Komponist, Liedtexter, Musikproduzent, Synthesizer
- Pompejo Ricciardi: Gesang, Komponist, Liedtexter, Musikproduzent

Artwork
- Peter Heppner: Zeichner